# カシェウ
カシェウ (Cacheu) はギニアビサウ北西部に位置する都市。カシェウ州の州都である。カシェウ川の河口に面している。かつてはサン・ドミンゴスとを結ぶフェリー航路の町として重要であった。町の道路はアブラヤシの殻が敷かれており、カシェウが奴隷交易の中心であった時代である16世紀の城塞が残っている。

## 姉妹都市
- リスボン、ポルトガル